# TDW
TDW (Gesellschaft für verteidigungstechnische Wirksysteme mbH) — європейський лідер у розробці та виробництві боєголовок для керованої зброї. Компанія була заснована в 1994 році і налічує 130 співробітників у Шробенгаузені, Німеччина. TDW є 100 % дочірньою компанією MBDA Deutschland GmbH і частиною європейської компанії з виробництва керованої зброї MBDA.

## Історія
Історія того, що зараз називається TDW, почалася в 1960-х роках на місці в Шробенхаузені, де компанія розташована досі. Бізнес розпочався як частина Bölkow, пізніше Messerschmitt-Bölkow-Blohm (MBB), перш ніж він став DASA. TDW як власна юридична особа була заснована в 1994 році як відокремлена компанія DASA, яка продовжувала контролювати бізнес як дочірня компанія. Уся ракетна діяльність DASA та Dornier GmbH у 1995 році була консолідована в LFK-Lenkflugkörpersysteme GmbH, яка володіла 100 % TDW. Разом з LFK TDW було консолідовано в EADS (нині Airbus), яка продала LFK GmbH і її дочірню компанію TDW європейській ракетній групі MBDA в 2006 році. LFK GmbH змінила назву компанії на MBDA Deutschland GmbH у 2012 році. TDW було визначено як один із небагатьох активів у Ініціативі критичних іноземних залежностей (англ. Critical Foreign Dependencies Initiative).

## Продукти
TDW має клієнтів у Франції, Німеччині, Норвегії, Швеції, Туреччині, Великій Британії та Сполучених Штатах. Продуктовий портфель TDW включає всі види звичайних боєголовок. Вибухові/осколкові та смертоносні засоби для протиповітряної оборони, пенетратори для підриву бункерів і протикорабельного застосування, кумулятивні заряди для ураження танків і багатофункціональні боєголовки для ураження кількох категорій цілей. У 2013 році була продемонстрована нещодавно розроблена боєголовка Mk82 з новою масштабованою технологією, яка здатна регулювати вибуховий ефект до рівня, що відповідає військовій цілі, мінімізуючи супутні збитки. Програмований інтелектуальний багатоцільовий підривник (PIMPF) — це підривник, що розпізнає порожнечі та підраховує шари, який працює з боєголовками NSM і Taurus.